# Абдул-Кадир II
Абдул-Кадир II аль-Магді (д/н — 1857) — 18-й мбанго (володар) і султан Багірмі в 1846—1857 роках.

## Життєпис
Походив з династії Кенга. Син мбанго Буркоманди III. 1846 року посів трон. Невдовзі брав участь спільно з Мухаммада аль-Шаріфом, колаком Вадаю, у військовій кампанії проти Умара I, шеху Борну, з метою відновлення на троні маї Ібрагіма IV. Подальші успішні кампанії сприяли тому, що до 1850 року Абдул-Кадир II відновив самостійність від Борну.
Водночас продовжив політику попередника щодо зміцнення влади в підлеглих областях. Продовжив політику рейдів з метою захоплення рабів в південних та південносхідних землях від Багірмі.
Разом з тим в самій державі почав розгортатися рух махдистів. Його очолив проповідник Шаріф ад-Дін (відомий також як Абу Шайр чи Гайрі Малам). Поступово той набув значної підтримки, оскільки виступав за поширення ісламу та боротьбу з поганством. Він також отримував допомогу від халіфату Сокото, звідки й прибув. 1857 року під час повстання в столиці держави — Масенья — Абдул-Кадира II було вбито. Лише 1858 року його син Абу-Секкін Мухаммад III здолав Шаріф ад-Діна.